# Игнатьев, Михаил Александрович
Михаил Александрович Игнатьев (1850—1919, Петроград) — ветеринарный врач, один из пионеров современной ветеринарно — санитарной экспертизы, член ветеринарного комитета МВД, старший ветеринар СПб скотобойни, чиновник особых поручений Канцелярии Учреждений Императрицы Марии, основатель первой в России Станции микроскопического исследования мяса при Санкт-Петербургских городских скотобойнях и Городского мясного патологического музея, один из пионеров развития в России научного товароведения продовольственных товаров (пищеведения), основатель и директор Первой практической школы ветеринарных искусств и домоводства, действительный статский советник (1917).

## Биография

Нагрудный знак ветеринарного врача

Михаил Александрович Игнатьев родился в крестьянской семье. Окончил в гимназию в Воронеже. После окончания гимназии поступил в Медико-хирургическую академию в Санкт-Петербурге и окончил её с отличием.
В период Русско-турецкой войны (1877—1878) добровольцем вступает в действующую армию, в составе которой проходит всю балканскую кампанию.
По окончании войны в 1880 году М. А. Игнатьев защищает диссертацию на тему «О способах уничтожения трупов заразного скота для утилизации в промышленности», получив звание магистра ветеринарных наук, становится главным санитарным врачом при городской скотобойне Санкт-Петербурга.
В 1890-е годы Михаил Александрович читает лекции в Санкт-Петербургском университете, на различных поварских курсах, школах кулинарного мастерства. В 1893 году принимает участие в организации учёбы кулинарной школы Веры Ивановны Гунст.
В 1900 году М. А. Игнатьев — надворный советник, городовой ветеринар Санкт-Петербурга, основатель первой в России станции микроскопического исследования мяса и Городского мясного патологического музея, директор Первой практической школы ветеринарных искусств и домоводства.
В путеводителе по Санкт-Петербургу, вышедшем в 1903 году, о работе ветеринарной службы Скотопригонного двора и бойни говорится:

Каждую мясную тушу, прежде чем выпустить с бойни на рынок, осматривает ветеринарный врач, чтобы удостовериться в пригодности мяса для употребления в пищу, а свиные туши поступают для исследования на «микроскопическую станцию», занимающую особое помещение. Тут прежде всего вам бросаются в глаза длинные ряды расположенных у окон столов; на них за микроскопами работают «осмотрщицы» под руководством ветеринарного врача. Им помогают «подготовщицы» и «срезчики». Первые приготовляют «препараты» для микроскопа, а срезчики занимаются срезыванием мяса со свиных туш; для исследования вырезывается часть печени, лёгких и т. п. При помощи микроскопа исследуют, не заражена ли свинья трихиною, которая опасна для здоровья человека. Свиная туша, заражённая трихинами, не выпускается из боен, а сжигается. Смотрят также, нет ли в туше «финнов» (зародыши солитера) и мишеровых мешочков (известковых отложений в мясе). К каждой исследованной свиной теше привешивают свинцовую пломбу — в знак того, что она безвредна.
При бойне имеется Мясной музей, основанный в 1890 году. Здесь по выставленным в стеклянных шкафах препаратам и моделям можно научиться различать мясо здоровых животных (пригодное в пищу) от мяса больных животных.
Публика охотно посещает этот музей, в особенности полковые врачи и фельдшера. Здесь основателем музея г. Игнатьевым читаются лекции по мясоведению для лиц, интересующихся этим делом. В 1892 году музей посетил Рудольф Вирхов, известный немецкий учёный и оставил в музее свой автограф: «Весьма обрадован прекрасною постановкою дела. Рудольф Вирхов. 14 августа 1892 года».

В 1916 году М. А. Игнатьев — действительный статский советник, член ветеринарного комитета МВД, старший ветеринар СПб скотобойни, чиновник особых поручений Канцелярии учреждений императрицы Марии.
Заслуги Михаила Александровича были отмечены правительственными наградами Орденами Святого Владимира 3 степени, Святой Анны 2 и 3 степени, Святого Станислава 2 и 3 степени.
Сведений о работе Михаила Александровича после 1917 года нет. Похоронен на Новодевичьем кладбище Санкт-Петербурга. Надпись на его могиле гласит: «Действительный статский советник, магистр ветеринарных наук, генерал Михаил Александрович Игнатьев 1850-26.09.1919».

## Семья
Первый брак
- Жена — Казимирская Аделаида
- Сын — Александр Михайлович, участник революции 1905—07гг., известный изобретатель.
- Сын — Дмитрий Михайлович.
- Сын — Федор Михайлович.

Второй брак
- Жена — Александрова-Игнатьева, Пелагея Павловна, российская и советская писательница, автор ряда кулинарных изданий, преподаватель пищеведения
- Сын — Михаил Михайлович
- Дочь — Варвара Михайловна
- Сын — Павел Михайлович

## Награды
На фотографиях 1900 и 1908 годов удается различить знаки орденов:
- Святого Станислава III степени;
- Святой Анны III степени;
- Святого Станислава II степени;
- Святой Анны II степени;
- Святого Владимира IV степени.

## Труды
Работа М. А. Игнатьева, в основном, была направлена на практическую реализацию идей развития санитарно-эпидемической службы, однако значимый след он оставил и в области теоретической и педагогической. Научные интересы А. М. Игнатьева лежали в сфере разработки нормативной базы санитарной службы. Труды М. А. Игнатьева в этой области остаются актуальными и сегодня, о чём свидетельствует упоминание ряда его работ в современных научных исследованиях.
Исключительное значение имела работа М. А. Игнатьева по популяризации знаний в области гигиены питания и зарождавшейся тогда диетологии. Эту работу он вел на лекциях в университете, на занятиях кулинарной школы Веры Ивановны Гунст а позже в классах основанной им Первой практической школы ветеринарных искусств и домоводства, на страницах основанного и редактировавшегося им журнала «Наша пища» (1891—1893 гг) .
Аудитория лекций М. А. Игнатьева не ограничивалась числом слушателей курсов, лекции публиковались и были доступны широкой публике.
Важное значение для санитарного просвещения имело создание в Петербурге мясного патологического музея. Восторженный отзыв о работе музея был напечатан в 1893 г в журнале «Нива».
Особое значение для распространения знаний о здоровом питании имела публикация работы М. А. Игнатьева «Краткий популярный курс мясоведения для кулинарных школ» в качестве приложения к книге его супруги П. П. Александровой-Игнатьевой, «Практические основы кулинарного искусства». Книга вышла в 1899 году и затем регулярно переиздавалась — всего до 1916 года вышло 11 её изданий: в 1899, 1902, 1903, 1906, 1908, 1909 (два издания), 1911, 1912, 1914, 1916 гг. и уже при советской власти в 1927 году (в сокращённом виде). В 2013г новое издание книги вышло в издательстве АСТ. В аннотации нового издания о Курсе мясоведения М. А. Игнатьева сказано:

Особую ценность придаёт книге Александровой-Игнатьевой популярный курс мясоведения, написанный известным ветеринаром и мужем автора Михаилом Игнатьевым, — настоящая «энциклопедия мяса», из которой читатель узнает о нём буквально все.

## Печатные работы М. А. Игнатьева
- О способах уничтожения трупов заразного скота для утилизации в промышленности: Дис. на степ. магистра вет. наук вет. врача Михаила Игнатьева./Архив ветеринарных наук, 1880-№ 4-с.21-26. СПб.: тип. Я. Трея, 1880
- Порошок торфяного или белого мха (сфагнум) С.-Петербургского Каменского завода : Опыт применения его для уничтожения дурного запаха в помещениях животных, помойн. выгреб. ямах во дворах и на гор. свалках : Исслед. произвед. магистром вет. наук М. А. Игнатьевым. СПб.: Паровая типо-лит. Муллер и Богельман, 1891
- Первая лекция по мясоведению : Прочит. в Гор. мяс. музее при бойне ученицам Шк. кухон. искусства О-ва охранения нар. здравия / [М. А. Игнатьев]. [СПб.] : паровая тип. Муллер и Богельман, ценз. 1891
- Вторая лекция по мясоведению : Прочит. в Гор. мяс. музее при бойне ученицам Шк. кухон. искусства О-ва охранения нар. здравия / [Магистр ветеринарии М. А. Игнатьев][СПб.] : паровая тип. Муллер и Богельман, ценз. 1891
- Четвёртая лекция по мясоведению : Прочит. в Гор. мяс. музее при бойне ученицам Шк. кухон. искусства О-ва охранения нар. здравия / М. И. Игнатьев. СПб.: паровая тип. Муллер и Богельман, 1892
- Меры против заражения пузырчатой глистой / [Магистр вет. наук М. А. Игнатьев]. [СПб] : паровая тип. Муллер и Богельман, ценз. 1892
- Что такое торф и как употреблять его на удобрение / [М. И. Игнатьев]. [СПб.] : тип. Муллер и Богельман, ценз. 1894
- Городской мясной патологический музей : Его настоящее и будущее сан. значение : С кат. Кулинар. и Патолог. отд. / Сост. зав. Музеем магистр вет. наук М. А. Игнатьев. СПб.: тип. В. М. Курочкина, 1897
- О необходимости борьбы с пузырчатой глистою в нашем скотоводстве / [Соч.] Магистра вет. наук М. Игнатьева. СПб.: А. И. Осипов, 1897
- Игнатьев М. А. Мясной вопрос в столице : Исслед., произвед. по поручению С.-Петерб. гор. головы Павла Ивановича Лелянова исправляющим должность ст. вет. врача скотобоен, зав. Гор. мяс. музеем, магистром вет. наук М. А. Игнатьевым. СПб.: тип. Тренке и Фюсно, 1899.-49с.
- Доклад по мясному вопросу : По поручению Комис. по принятию мер к обеспечению жителей столицы продовольств. средствами / [Соч.] Ст. гор. ветеринара, магистра вет. наук М. А. Игнатьева СПб.: типо-лит. «Труд и польза» Я. Лурье, 1901
- Берлин в ветеринарно-санитарном отношении : Отчёт С.-Петерб. гор. упр. по командировке в Берлин ст. гор. вет. врача скотобоен магистра М. А. Игнатьева / Съезд вет. врачей обществ. скотобоен в Пруссии и при нём. выст. убойн. дела. СПб.: Гор. тип., 1903
- Пища больных в военных лазаретах и госпиталях : Крат. наставления Ф. А. Зеест и П. П. Игнатьевой-Александровой / С 2 табл. распознавания качеств говядины Магистра вет. наук М. А. Игнатьева СПб: Книговед, 1904
- Наставление для приема мяса и для заключения контрактов на поставку такового в военно-учебных заведениях / Сост. д. с. с., магистр вет. наук М. Игнатьев СПб: тип. М. М. Стасюлевича, 1908
- Краткий популярный курс мясоведения для кулинарных школ магистра кулинарных наук А. М. Игнатьева в кн. П. П. Александрова-Игнатьева «Практические основы кулинарного искусства». СПб. 1899. с. 805—943